# Lorenzo Renier
Lorenzo Renier (Venezia, 31 dicembre 1604 – Venezia, 21 ottobre 1661) è stato un ammiraglio italiano della Repubblica di Venezia, che prese parte alla Guerra di Candia. Dopo la morte di Lazzaro Mocenigo e Barbaro Jacopo Badoer fu per breve tempo comandante supremo della flotta veneziana. Accusato per la perdita dell'isola di Tenedo, occupata dai turchi in breve tempo nell'agosto 1657, senza che le navi veneziane potessero intervenire, fu sollevato dal comando e fatto rientrare a Venezia dove fu processato, ed assolto da ogni accusa.

## Biografia
Nacque a Venezia il 31 dicembre 1604, figlio di Alvise, patrizio veneziano, e di Agnesina Venier.
Rimasto orfano del padre in giovane età entrò, come molti altri nobili, nella Armada da mar e nelle magistrature dello Stato da Mar. Fu sopracomito di galea nel 1631, provveditore a Marano nel 1632-1634, e poi governatore di galeazza e capitano della guardia di Candia. Nel quadro della lotta contro i corsari ponentini, il 2 luglio 1644 si attaccò e catturò la nave dei Cavalieri di Malta al comando di fra Niccolò Guicciardini che navigava nelle acque di Settia. Dopo lo scoppio della guerra di Candia fu provveditore in Campo nel 1645, governator dei condannati nel 1646, provveditore a Corfù nel 1653-1654, capitano straordinario delle galeazze nel 1655-1657.
Con tale incarico prese parte alla campagna navale del 1657 condotta dal capitano generale da mar Lazzaro Mocenigo. Il 3 maggio partecipò alla prima vittoria ottenuta nel canale di Scio ai danni di una flotta ausiliaria di barbareschi algerini. La sua nave fu tra quelle che attaccarono la nave ammiraglia nemica, su cui si trovava del capitano Mehemet, un rinnegato olandese. Egli voleva abbordarla con il sostegno della galera di Mocenigo, ma fu obligato dal vento di tramontana di passare insieme con la galea di Niccolò Zane all’abbordo e all’acquisto di un'altra nave, sicché la gloria della conquista toccò alla galeaza di Antonio Priuli. Dopo i primi successi Mocenigo spostò, con ardita manovra, la flotta di fronte allo stretto dei Dardanelli ed incaricò lui e Marco Bembo di bloccare lo stretto, cosa che avvenne anche se ostacolati dal vento e dalle maree. La flotta ottomana, fra il 17 e il 19 luglio, tentò di uscire dai Dardanelli, ed i due comandati ricevettero solo il 19 luglio il pieno sostegno del capitano generale da mar Mocenigo, che perì nel corso della battaglia. Il comando supremo dell'armata alleata passò al comandante delle navi pontificie Giovanni Bichi che il giorno 21 ordinò il ripiegare su Tenedo; dopo di che le galee maltesi e pontificie abbandonarono l'arcipelago. Rimasero a continuare la campagna navale le sole navi veneziane, comandate dal Provveditore all'Armar Barbaro Jacopo Badoer, che morì improvvisamente a Tenedo pochi giorni dopo, l'8 agosto 1657. A succedergli nel comando fu chiamato Renier.
Il capitano straordinario delle galeazze, per sua stessa ammissione, era assolutamente impreparato a tale incarico, cosa che divenne evidente nel giro di poche settimane. La sua indecisione fu aggravata dalla mancanza di denaro per le paghe dei soldati e dalle carenze nei rifornimenti di munizioni e di biscotto, che costituiva il principale alimento dei marinai. La difesa dell'isola di Tenedo, affidata a Giovanni Contarini quale provveditore ordinario e a Gerolamo Loredan come provveditore straordinario, si dimostrò subito difficile attuazione a causa del cattivo stato in cui versavano le fortificazioni.
A causa di un suo errore di valutazione la flotta veneziana si trovava lontana dall'isola quando le forze ottomane compirono un primo sbarco, il 24 agosto 1657, cui ne seguirono ulteriori due, il 26 e 27 senza che egli potesse impedirlo. Agli sbarchi seguì lo sbandamento dei soldati e dei popolani greci che avrebbero dovuto fermare i turchi. Il 30 agosto la "consulta" (formata da Renier e dai due provveditori) decise di evacuare Tenedo, cose che avvenne in modo disordinato, lasciando agli ottomani le fortificazioni quasi intatte, le scorte di viveri e le artiglierie. Grande fu l'indignazione all'interno del Senato della Repubblica di Venezia, con un duro scambio di accuse e contraccuse tra lui e i due provveditori. Per incarico del Senato l'inflessibile avogadore Francesco da Molino, noto per la sua severità, condusse le indagini sulla disfatta di Tenedo e poi trasmise i risultati della sua inchiesta al Consiglio dei dieci, che il 3 dicembre chiamò i tre responsabili a rispondere delle accuse. I due provveditori si diedero alla latitanza, venendo processati in contumacia dal Consiglio dei dieci e condannati il 15 febbraio 1658 alla privazione della nobiltà e al bando perpetuo dai territori della Repubblica. Egli, invece rientrò subito nella Capitale per rispondere dell'accusa di insufficiente vigilanza sulle manovre della flotta ottomana, venendo assolto da ogni accusa per riprendere la carriera politica divenendo Consigliere. Si spense a Venezia il 21 ottobre 1661.

### Annotazioni
1. ↑  La famiglia occupava una posizione di modesto rilievo all'interno della nobiltà veneziana.
2. ↑  Alvise era stato eletto fra i giudici della Quarantia criminale, ma morì assassinato, colpito da una archibugiata, nel 1612, mentre dimorava in una villa di Terraferma.

### Fonti
1. 1 2 3 4 5 6 7 8 9 10 11 12 13 14 15  https://www.treccani.it/enciclopedia/lorenzo-renier_%28Dizionario-Biografico%29/
2. ↑  Lo Basso 2003, p. 41.
3. ↑  Nani 1680, p. 207.
4. ↑  Sansovino, Martinoni 1663, p. 737.
5. ↑  Brusoni 1673, p. 4.
6. ↑  Sansovino, Martinoni 1663, p. 740.
7. ↑  Sansovino, Martinoni 1663, p. 741.
8. 1 2 3 4  Valiero 1859, p. 73.
9. ↑  Valiero 1859, pp. 74-75.
10. ↑  Vianoli 1684, p. 641.